# 天主教塞爾教區
天主教塞爾教區（拉丁語：Dioecesis Saliensis）是澳大利亞一個羅馬天主教教區，屬墨爾本總教區。教區於1887年5月5日成立。
教區管轄維多利亞州東南部，教座位於瑟爾，面積為44441平方公里。教區有超過12萬7600名教友（佔轄區人口約24%）、27個堂區和48名司鐸。現任教區主教為額我略·嘉祿·本內特。